# Enquin-les-Mines
Enquin-les-Mines (niederländisch Enken) ist eine Commune déléguée in der französischen Gemeinde Enquin-lez-Guinegatte mit 1.149 Einwohnern (Stand 1. Januar 2022) im Département Pas-de-Calais in der Region Hauts-de-France. 
Die Gemeinde Enquin-les-Mines wurde am 1. Januar 2017 mit Enguinegatte zur Commune nouvelle Enquin-lez-Guinegatte zusammengeschlossen. Sie gehörte zum Arrondissement Saint-Omer und zum Kanton Fruges.

## Geographie
Enquin-les-Mines liegt etwa 22 Kilometer südlich von Saint-Omer und etwa 16 Kilometer westnordwestlich von Béthune. Umgeben wurde die Gemeinde Enquin-les-Mines von den Nachbargemeinden Enguinegatte im Nordwesten und Norden, Blessy im Nordosten, Estrée-Blanche im Osten, Rely im Südosten, Fléchin im Süden sowie Erny-Saint-Julien im Westen.

## Einwohnerentwicklung
| 1962                       | 1968 | 1975 | 1982 | 1990 | 1999 | 2006 | 2013 |
| -------------------------- | ---- | ---- | ---- | ---- | ---- | ---- | ---- |
| 1026                       | 944  | 856  | 825  | 869  | 917  | 975  | 1141 |
| Quellen: Cassini und INSEE |      |      |      |      |      |      |      |

## Sehenswürdigkeiten
- Kirche Saint-Omer in Enquin aus dem 15. Jahrhundert
- Kirche Saint-Germain in der Ortschaft Serny
- Kapelle Saint-Wandrille in der Ortschaft Fléchinelle
- Gutshof des Tempelritterordens aus dem 14. Jahrhundert
- spanische Mühle
- Mühle von Serny von 1635

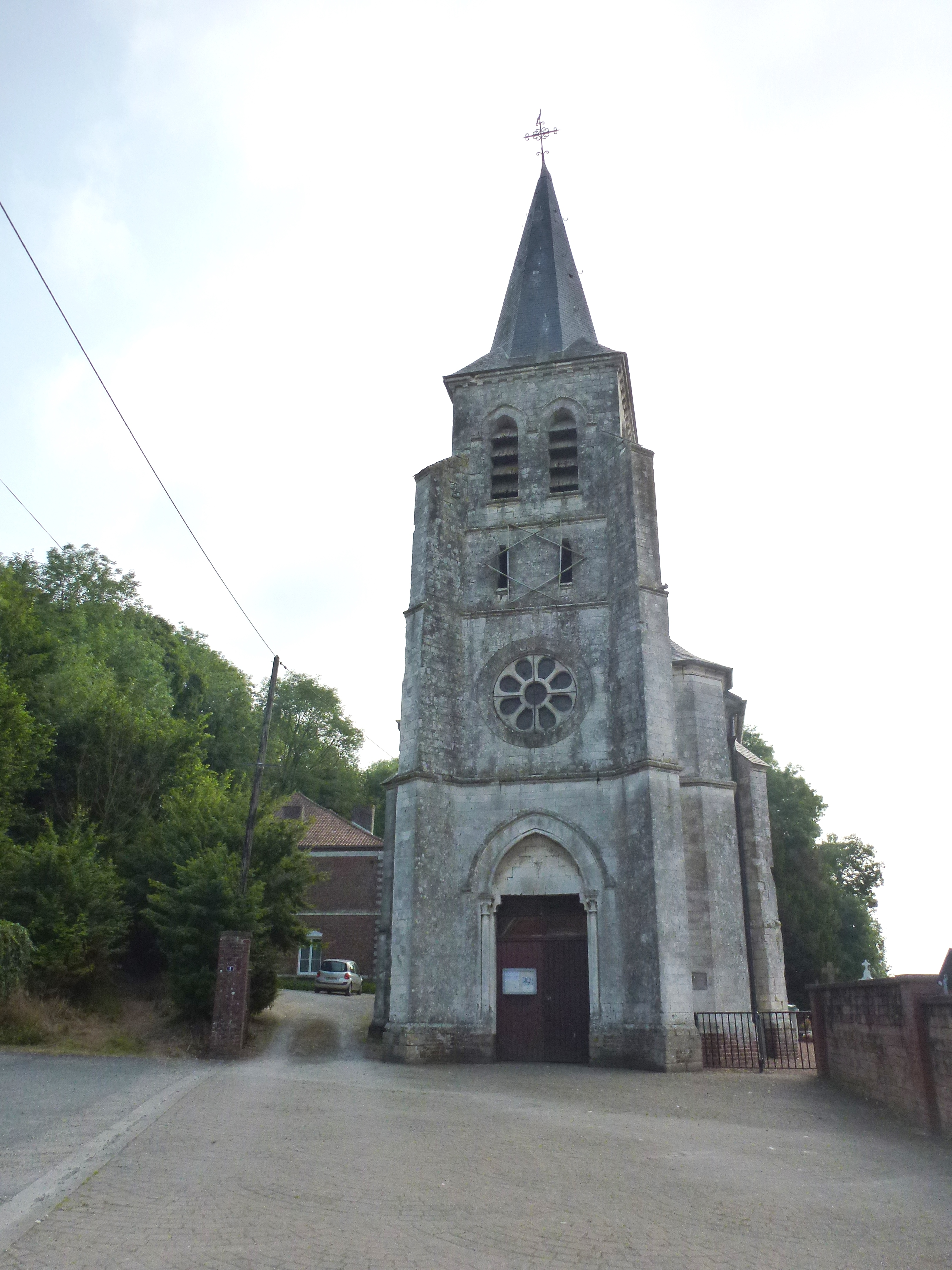
Kirche Saint-Omer
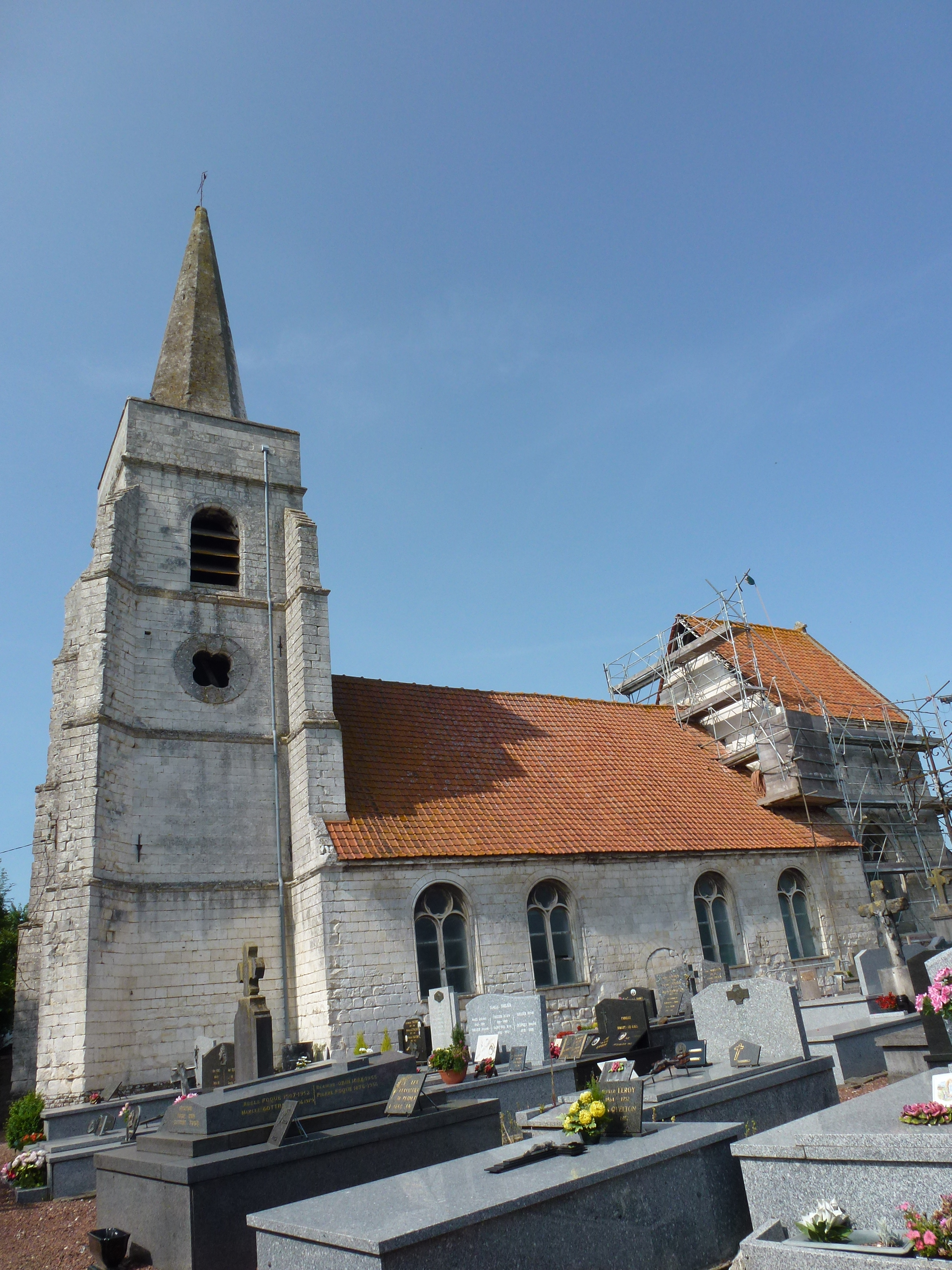
Kirche Saint-Germain
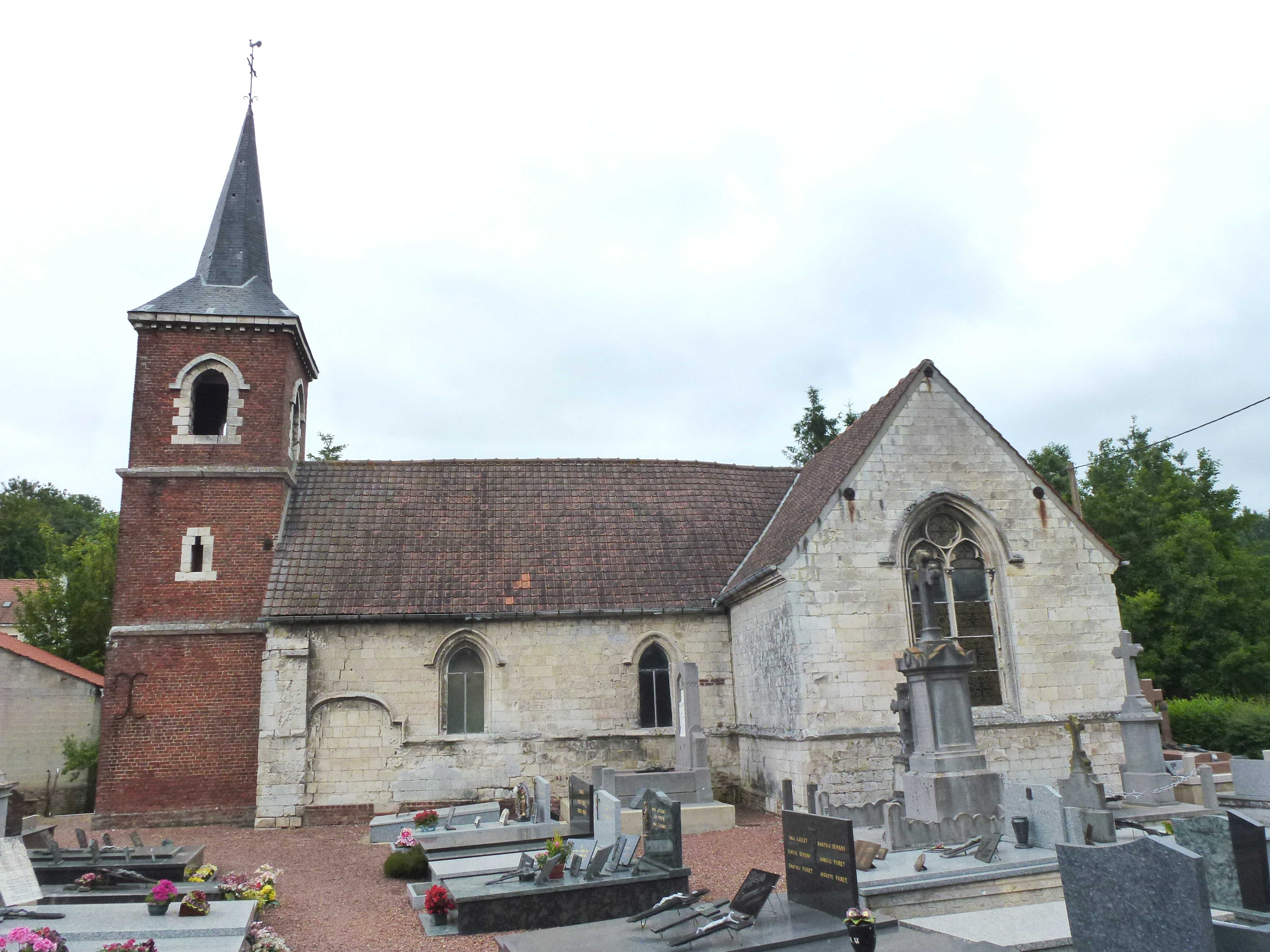
Kapelle Saint-Wandrille
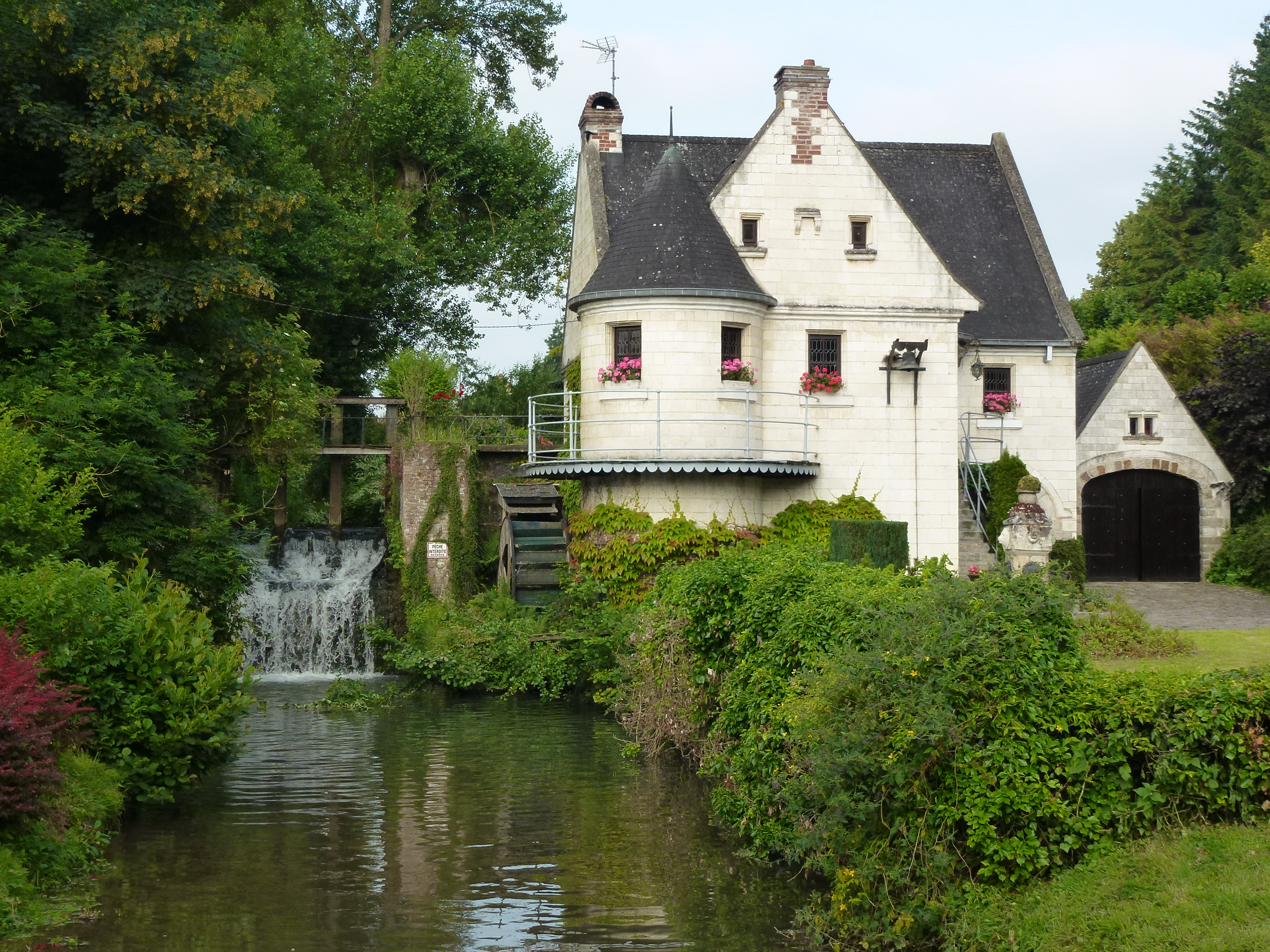
Spanische Mühle